# José María Muñoz (periodista)
José María Muñoz (Buenos Aires; 25 de agosto de 1924 - ibídem, 14 de octubre de 1992) fue un relator y periodista deportivo argentino.
Se especializó en relatar partidos de fútbol e impuso un estilo propio que sería imitado o serviría de referencia a las nuevas generaciones de relatores deportivos. Su lugar principal de trabajo fue Radio Rivadavia de Buenos Aires, imponiendo su programa La oral deportiva como un programa clásico.

## Biografía
Trabajó en Radio Rivadavia de Buenos Aires, de la que fue director de deportes entre 1958 y 1992 y director de la radio entre 1971 y 1992. Dirigió durante 40 años el reconocido programa deportivo de radio La oral deportiva.
En televisión, fue director de deportes de Canal 7 de Buenos Aires, entre 1970 y 1973. Entre 1978 y 1979, condujo Muñoz y la redonda.

### Inicios en la radio
Comenzó a trabajar en radio a mediados de los años 1940: "Me mandaron a la cancha de Barracas Central, que jugaba contra Banfield; la información se pasaba por teléfono. Y el teléfono estaba en una casilla del ferrocarril que quedaba a dos cuadras[cita requerida]. Cada vez que pasaba algo importante allá iba yo, cruzaba el alambrado y meta correr".

"El primer relato lo hice en 1947. Edmundo Campagnale me llamó a la cancha de Nueva Chicago y me pidió que transmita [sic] el partido. Agarré el teléfono y salí al aire. Me fue bien, gracias a eso me nombraron relator suplente".
José María Muñoz.

### Trayectoria
Durante la Copa Mundial de Fútbol de 1978 jugada en Argentina, que ganó el seleccionado local, Muñoz integró la Comisión Organizadora.
En esa ocasión protagonizó una ficticia rivalidad con el personaje de historieta Clemente, cuya tira diaria realizaba Caloi en las páginas del diario Clarín. Muñoz pidió que no festejara tirando papelitos, ya que esto podía lesionar a los jugadores. Clemente entonces comenzó a decir que si no se podía tirar papelitos entonces tiraran carozos de aceituna. 
En cine tuvo papeles secundarios en las películas Una viuda descocada (1980), La fiesta de todos (1978), Paula contra la mitad más uno (1971), Vamos a soñar con el amor (1971), Villa Cariño está que arde (1968) y El crack (1960).
En la Copa Mundial de Fútbol de 1986 jugada en México y ganada por la Argentina, Muñoz volvió a tener una actuación destacada relatando los partidos de fútbol del seleccionado argentino encabezado por Diego Maradona. En esa oportunidad se hizo famoso por su forma de gritar el gol, recibiendo un premio por ello en la República Democrática Alemana.
Muñoz organizó durante 21 años la prueba de atletismo llamada Fiestas Mayas, que se realizaba cada 25 de mayo en recuerdo de la Revolución de Mayo de 1810 que dio origen al primer gobierno patrio. A partir de su muerte la prueba ha sido llamada en su honor Fiestas Mayas «José María Muñoz». 
Además, en los años '70, José María fue padrino de radio del entonces novato Marcelo Tinelli, quien iniciaba su carrera en la radio siendo cadete en La oral deportiva, a sus 15 años. 
Después del gobierno de facto vivido en la Argentina (1976-1983), hubo varias críticas a su apoyo al Proceso militar, especialmente durante el Mundial de Fútbol de 1978. En un blog, se lo llamó "Relator de la Dictadura" por su acalorada defensa del gobierno militar, al punto de llegar a incitar a sus oyentes para que fueran a repudiar a las Madres de Plaza de Mayo frente al edificio de la OEA.
Al respecto de estas críticas, su compañero de trabajo, Julio César Calvo, dijo que Muñoz era "desideologizado", y que "en su actitud había algo de ingenuidad y de inocencia". Calvo, hermano de Adriana Calvo de Laborde, secuestrada en la época de la dictadura militar y luego liberada, comentó: "Muñoz fue uno de los pocos tipos que me dio una mano en la búsqueda, cuando casi todo el mundo se abría. Y yo de eso me enteré muchos años después y casi por casualidad. Él nunca me dijo nada, pero yo supe que se movió y de eso no puedo olvidarme".

## Fallecimiento
Muñoz falleció el 14 de octubre de 1992 tras serias complicaciones en su salud. Según allegados, no pudo superar la muerte de Aidé, su esposa por varias décadas.

## Premios
Muñoz obtuvo, entre otros, los siguientes premios:
- Premio Ondas, España, 1977.
- Premio Gandula Pedro, prensa de São Paulo (Brasil), 1978, 1979, 1980, 1981 y 1983.
- Premio Martín Fierro, Argentina.
- Premio Santa Clara de Asís, San Gabriel.
- Medalla de Oro otorgada por el presidente italiano Giovanni Gronchi, 1960.
- Premio EUDEBA otorgado por la Universidad de Buenos Aires.
- Premio Konex - Diploma al Mérito, Argentina, 1987.
- Premio Goiana Prensa de Brasil, 1989.
- Premio Broadcasting, 1992.
- Condecoración otorgada por la Confederación Sudamericana de Fútbol, 1992.
- Condecoración por su trayectoria otorgado por la AFA, 1993.